# اندرو اسمارت
اندرو اسمارت (انگلیسی: Andrew Smart؛ زادهٔ ۱۷ مارس ۱۹۸۶) بازیکن فوتبال اهل بریتانیا است.
از باشگاه‌هایی که در آن بازی کرده‌است می‌توان به باشگاه فوتبال گلوسوپ نورث اند، باشگاه فوتبال سالفورد سیتی، باشگاه فوتبال آلترینچام، باشگاه فوتبال مکلسفیلد تاون، باشگاه فوتبال هاید، باشگاه فوتبال رامزبوتوم یونایتد، باشگاه فوتبال استالی‌بریج سلتیک، باشگاه فوتبال ترادفورد، و باشگاه فوتبال نورتویچ ویکتوریا اشاره کرد.